# Heilige Familie (Weiler)

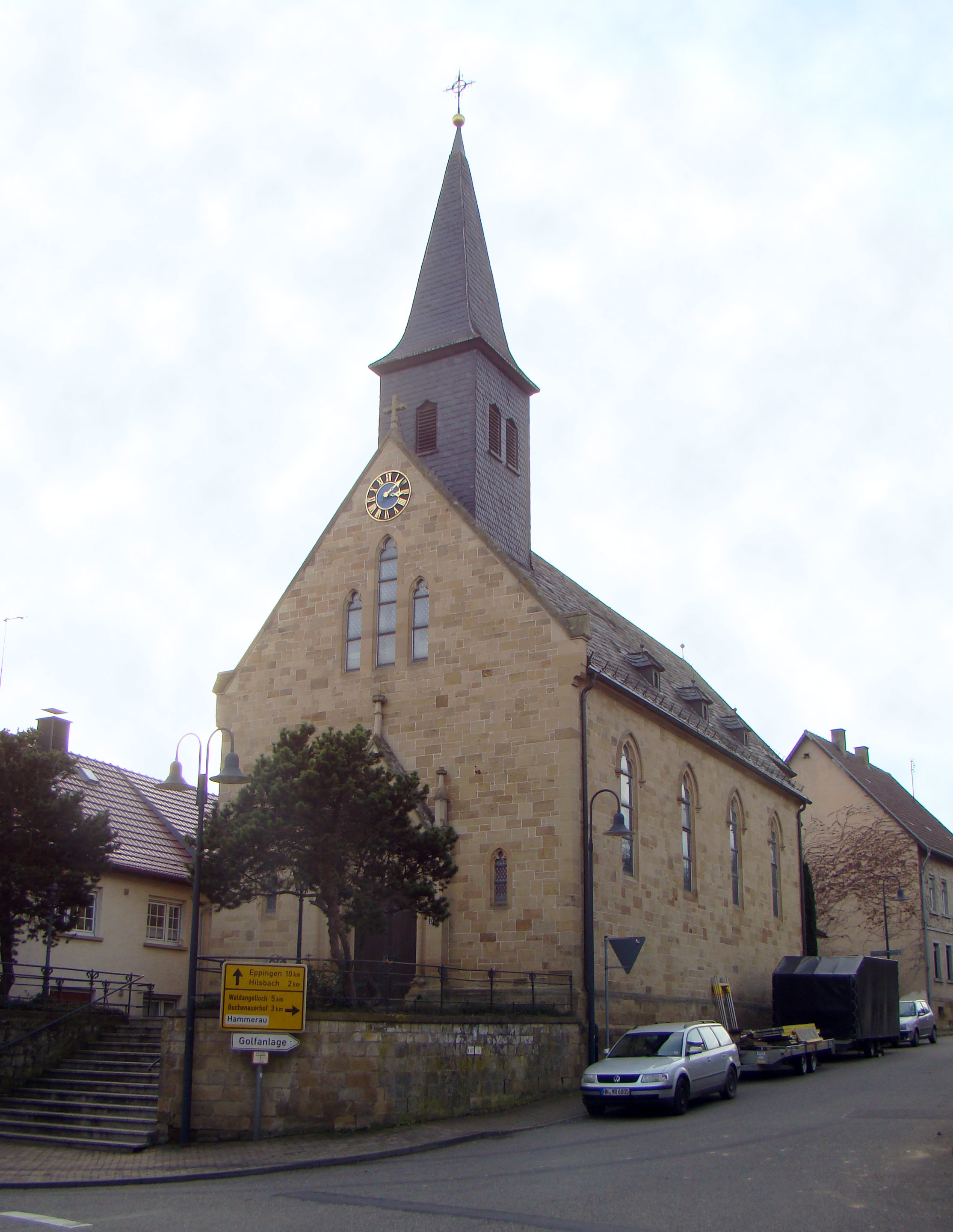
Kath. Kirche Heilige Familie in Sinheim-Weiler

Die katholische Kirche Heilige Familie in Weiler, einem Stadtteil der Großen Kreisstadt Sinsheim im Rhein-Neckar-Kreis im nördlichen Baden-Württemberg, wurde 1908 errichtet. Die Kirche brannte am 12. Juni 1984 nieder und wurde bis Juni 1985 wiederaufgebaut. Sie gehört heute zur Seelsorgeeinheit Angelbachtal-Hilsbach.

## Geschichte
Nachdem die Katholiken in Weiler sich um 1750 die verfallene St.-Anna-Kapelle hergerichtet hatten, fanden fortan dort auf halber Höhe des Steinsbergs die katholischen Gottesdienste statt. Wegen des beschwerlichen Weges erwog man bereits zu Beginn des 19. Jahrhunderts, eine katholische Kirche in Weiler zu errichten, doch konnte die Gemeinde erst zu Beginn des 20. Jahrhunderts einen Bauplatz erwerben und mit dem Kirchenbau beginnen. Die Grundsteinlegung der Kirche fand am 23. August 1908 statt. Die im Stil der Neogotik erbaute Kirche wurde am 26. September 1909 geweiht. Im Jahre 1960 wurde sie renoviert. Am 12. Juni 1984 brach bei Dacharbeiten ein Feuer aus, woraufhin die Kirche fast vollständig niederbrannte. Am 23. Juni 1985 konnte in der wiederaufgebauten Kirche der erste Gottesdienst gefeiert werden.

## Glocken
Beim Bau der Kirche bestellte man drei Bronzeglocken bei A. F. Allmers Sohn in Bruchsal. Da die Glocken nicht rechtzeitig zur Kirchenweihe fertig waren, läutete anfangs eine Glocke der Anna-Kapelle. Im Lauf des Jahres wurden dann die drei Glocken von Allmers geliefert. Die größte hatte den Schlagton b‘, einen Durchmesser von 81 cm und ein Gewicht von 285 kg. Die mittlere hatte den Schlagton d‘‘, einen Durchmesser von 65 cm und ein Gewicht von 150 kg. Die kleine Glocke hatte den Schlagton f‘‘, einen Durchmesser von 54 cm und ein Gewicht von 87 kg. Die große und die kleine Glocke mussten 1917 im Ersten Weltkrieg zu Rüstungszwecken abgeliefert werden.
1922 ließ man bei Allmers eine Ersatzglocke mit dem Schlagton f‘‘, einem Durchmesser von 55 cm und einem Gewicht von 90 kg gießen. Zusätzlich kam eine weitere kleine Glocke in die Kirche, die als Unterstützung beim Uhrschlag diente. 1928 goss Allmers eine neue große Glocke für die Kirche. Diese hatte den Schlagton b‘, einen Durchmesser von 81 cm und ein Gewicht von 290 kg. Nach Anschaffung dieser Glocke wurde die kleine Uhrschlag-Glocke in die Anna-Kapelle versetzt.
Im Zweiten Weltkrieg mussten 1942 die verbliebene Glocke von 1909 und die große Glocke von 1928 abgeliefert werden. Nach dem Zweiten Weltkrieg erhielt die Kirche eine Leihglocke aus Neudorf im Raum Oppeln. Diese war 1710 bei Heinrich Joseph Reichel gegossen worden, hatte den Schlagton es‘‘, einen Durchmesser von 66,2 cm und ein Gewicht von 178 kg. Sie trug eine längere lateinische Inschrift mit Stifternamen. Die beiden Glocken klangen jedoch im Zusammenspiel nicht harmonisch, so dass man drei neue Glocken bei Friedrich Wilhelm Schilling in Heidelberg bestellte und im Gegenzug die Leihglocke von 1710 an Schilling zurückgab. Die drei Schilling-Glocken von 1957 waren nach Jesus, Maria und Josef benannt, hatten die Schlagtöne c‘‘, d‘‘ und f‘‘, Durchmesser von 76,6 cm, 67,5 cm und 60 cm und wogen 187 kg, 195 kg und 140 kg.
Der Kirchenbrand von 1984 zerstörte die drei Schilling-Glocken von 1957. Daraufhin ließ man am 8. März 1985 bei der Karlsruher Glockengießerei das heutige Viergeläut gießen. Die Jesusglocke hat den Schlagton h‘, einen Durchmesser von 79,2 cm und ein Gewicht von 335 kg. Die Marienglocke hat den Schlagton e‘‘, einen Durchmesser von 60,7 cm und ein Gewicht von 153 kg. Die Josefsglocke hat den Schlagton fis‘‘, einen Durchmesser von 56,7 cm und ein Gewicht von 125 kg. Die Leonhardsglocke hat den Schlagton gis‘‘, einen Durchmesser von 50,5 cm und ein Gewicht von 88 kg.